# Asiatiske atletikforbund
Asiatiske atletikforbund (AAA, engelsk: Asian Athletics Association) er det asiatiske atletikforbund. Forbundet blev stiftet 1973. Generalsekretariatet er beliggende i Singapore.

## Mesterskaber afviklet af forbundet
- Asienmesterskaberne i atletik
- Indendørs-Asienmesterskaberne i atletik
- U/20-Asienmesterskaberne i atletik
- U/18-Asienmesterskaberne i atletik
- Asienmesterskaberne i langrend
- Asienmesterskaberne i maraton
- Asienmesterskaberne i kapgang
- Masters-Asienmesterskaberne i atletik

## Forbundsmedlemmer
| Nation                     | Forbund                                    |
| -------------------------- | ------------------------------------------ |
| Afghanistan                | Afghanistans atletikforbund                |
| Bahrain                    | Bahrains atletikforbund                    |
| Bangladesh                 | Bangladesh' atletikforbund                 |
| Bhutan                     | Bhutans atletikforbund                     |
| Brunei                     | Bruneis atletikforbund                     |
| Cambodja                   | Cambodjas atletikforbund                   |
| Kina                       | Kinas atletikforbund                       |
| Kinesisk Taipei            | Kinesisks Taipeis atletikforbund           |
| Hongkong                   | Hong Kongs atletikforbund                  |
| Indien                     | Indiens atletikforbund                     |
| Indonesien                 | Indonesiens atletikforbund                 |
| Iran                       | Irans atletikforbund                       |
| Irak                       | Iraks atletikforbund                       |
| Japan                      | Japans atletikforbund                      |
| Jordan                     | Jordans atletikforbund                     |
| Kasakhstan                 | Kasakhstans atletikforbund                 |
| Kuwait                     | Kuwaits atletikforbund                     |
| Kirgisistan                | Kirgisistans atletikforbund                |
| Laos                       | Laos' atletikforbund                       |
| Libanon                    | Libanons atletikforbund                    |
| Macao                      | Macaus atletikforbund                      |
| Malaysia                   | Malaysias atletikforbund                   |
| Maldiverne                 | Maldivernes atletikforbund                 |
| Mongoliet                  | Mongoliets atletikforbund                  |
| Myanmar                    | Myanmars atletikforbund                    |
| Nepal                      | Nepals atletikforbund                      |
| Nordkorea                  | Nordkoreas atletikforbund                  |
| Oman                       | Omans atletikforbund                       |
| Pakistan                   | Pakistans atletikforbund                   |
| Palæstina                  | Palæstinas atletikforbund                  |
| Filippinerne               | Filippinernes atletikforbund               |
| Qatar                      | Qatars atletikforbund                      |
| Saudi-Arabien              | Saudi-Arabiens atletikforbund              |
| Singapore                  | Singapores atletikforbund                  |
| Sydkorea                   | Sydkoreas atletikforbund                   |
| Sri Lanka                  | Sri Lankas atletikforbund                  |
| Syrien                     | Syriens atletikforbund                     |
| Tadsjikistan               | Tajikistans atletikforbund                 |
| Thailand                   | Thailands atletikforbund                   |
| Østtimor                   | Østtimors atletikforbund                   |
| Turkmenistan               | Turkmenistans atletikforbund               |
| Forenede Arabiske Emirater | Forenede Arabiske Emiraters atletikforbund |
| Usbekistan                 | Usbekistans atletikforbund                 |
| Vietnam                    | Vietnams atletikforbund                    |
| Yemen                      | Yemens atletikforbund                      |